# Dan Katz
Dan Katz, född 19 september 1955 i Göteborg, är en svensk psykolog, psykoterapeut och författare bosatt i Stockholm.

## Biografi
Dan Katz har psykologexamen från Stockholms universitet 2002 och psykoterapeutexamen från Uppsala universitet 2009.
Som författare är han framför allt känd för sin populärpsykologiska bok Ödlan i huvudet – KBT i bilder (2017). Den är utgiven på flera språk, bland annat tyska, koreanska, turkiska, ryska och kinesiska.
Dan Katz framträder regelbundet i massmedia som expert inom psykologi och är aktiv i samhällsdebatten mot pseudovetenskap och som förespråkare för vetenskapligt baserad psykologisk behandling.
2007–2014 var Dan Katz styrelseledamot i Beteendeterapeutiska Föreningen 2007-2014 och var ledamot i Vetenskap och Folkbildnings riksstyrelse 2015–2025.
Dan Katz har även en examen som gitarrist från Musicians Institute i Los Angeles 1981 och ägde inspelningsstudion Park Studio i Örby Slott 1990–1997.